# 下地
下地（したじ）とは、中世日本の荘園や公領において、土地から生み出された収益を上分と言うのに対して土地そのものを指した語。言い換えれば上分＝（収益権を含めた）財産権、下地＝支配権にあたる。

## 概要
律令制においては、原則として租税は人身に対して賦課され、土地に対して賦課されるのは租と一部の地子などに限られていた。公地公民制および租庸調が解体された10世紀に入ると、租税は土地の面積に応じて賦課されるようになり、また荘園制の進展もあった。こうした中で国衙および荘園領主の立場から見た場合、土地からの収益である官物・年貢や所当、公事といった言葉に対して、それを生み出す土地のことを「下地」と称するようになった。なお、当初は実際に耕作している土地およびその面積のみが下地の対象であったが、後には宅地や河川・塩浜・漁場なども下地の対象に含まれるようになった。
ところが、荘園の支配構造は多層的で本家・領家・預所・地頭・荘官・名主などの各層の間で上分の配分や下地の行使、特に勧農権の行使を巡って対立が激化した。特に鎌倉時代に入ると領家に代表される上級の荘園領主と鎌倉幕府と結びついた地頭に代表される在地領主の争いが深刻化し、ついに領家と地頭の間で下地の分割、すなわち下地中分による和与が実施されるようになった。